# Oldřich Stránský
Oldřich Stránský (2. června 1921 Most – 18. července 2014) byl český konstruktér a projektant, za druhé světové války vězeň nacistických koncentračních táborů.

## Život
Narodil se do jazykově smíšené židovské rodiny, měl bratra Jiřího. Ve 20. letech se rodina přestěhovala do Českého Brodu, kde otec převzal vedení rodinného obchodu. Oldřich zde chodil do skautského oddílu. Skauting později považoval za zásadní životní zkušenost.
Po nacistické okupaci byl rodinný obchod konfiskován (arizován), Oldřich musel opustit studium průmyslové školy a nastoupit do práce jako pomocný dělník. V červnu 1941 byl deportován do koncentračního tábora Lípa u Havlíčkova Brodu. Jeho rodina byla později odvezena do ghetta v Terezíně a zavražděna ve vyhlazovacím táboře Majdanek.
V roce 1943 byl přes Terezín deportován do Osvětimi. Zde se mu podařilo přežít díky práci nosiče mrtvých (Leichenkommando). V létě 1944 byl přesunut do pracovního tábora u továrny na syntetický benzín Schwarzheide a později do Sachsenhausenu, kde se dočkal osvobození sovětskou armádou. Vrátil se do Prahy a celý život následně pracoval jako konstruktér a projektant.
Po válce složil maturitu a v lednu 1946 byl povolán do vojenské služby. V jejím rámci se účastnil vysidlování německé vesnice v rámci odsunu. Při akci nebylo použito násilí, přesto poté odmítal souhlasit s plošným odsunem.
Po pádu komunistického režimu se zapojil do několika sdružení bývalých válečných vězňů a protifašistických bojovníků; byl funkcionářem Českého svazu bojovníků za svobodu. Ve své funkci pomohl zajistit odškodnění pro oběti nacismu a usiloval o smíření Čechů a Němců. Z funkce byl odvolán komunistickými členy spolku pod záminkou, že napsal zdvořilostní dopis Berndu Posseltovi, předsedovi Sudetoněmeckého landsmanšaftu.